# Epichnopterix staudingeri
Epichnopterix staudingeri är en fjärilsart som beskrevs av Franciscus J.M. Heylaerts 1879. Epichnopterix staudingeri ingår i släktet Epichnopterix och familjen säckspinnare. Inga underarter finns listade i Catalogue of Life.